# 郭建邦
郭建邦（Kwok Kin Pong，1987年3月30日—），生於香港，香港足球運動員，司職左後衛，現時效力香港丙組聯賽球隊駒騰體育會。

## 球會生涯
郭建邦生於香港，出身於傳統班霸南華的青訓，其後獲提升為甲組後備，是南華近年絕無僅有能在球隊立足，並且一直效力的青訓產品。
2003/04年度球季，年僅15歲的他於對業餘球隊消防的甲組聯賽首次代表南華上陣，直到2004年外借予香雪製藥一年，吸取更多比賽經驗。
2007/08球季，郭建邦當選最佳青年球員，惟他於2008/09年度球季一直長居後備，直至季尾的甲組及亞協盃賽事才獲得上陣機會，更有不俗表現，合共取得5個入球。
其後，他在2009/10球季再當選最佳青年球員及入選最佳十一人。
2010年9月19日，他與歐陽耀冲獲南華選中在同年10月初前往英超球會熱刺接受兩星期訓練，在英國期間使他大有進步，更在回港後首場比賽旋即取得入球助南華勝出比賽。
2014年12月，南華轉由阿根廷籍教練馬里奧執教後令郭建邦不受重用，當中於12月28日以1–3不敵東方的高級組銀牌賽準決賽期間，東方上半場在南華的左路連入三球後令擔任左後衛的郭建邦於下半場被換出，此後郭建邦鮮有上陣機會，更被球隊會方棄用，未獲准參與操練。
2015年1月29日，南華於社交網站宣佈無條件外借郭建邦至東方直至季尾，而他於2月28日以0–4不敵傑志的聯賽首度為球隊上陣。
2015年7月，郭建邦轉會至香港飛馬並擔任隊長。其後，他在10月17日以1–1賽和元朗的聯賽取得加盟後的首個入球。
2016年10月，郭建邦涉嫌打假波被捕，並於同年已正式離職，最終香港廉政公署在2017年6月28日正式落案起訴連同郭建邦等5名前香港飛馬球員，控告他們涉嫌提供及收受共6萬港元賄款，串謀詐騙以操控或企圖操控預備組聯賽中3場比賽賽果。2018年4月19日，他被香港區域法院裁定罪名不成立。

## 國際賽生涯
2007年3月28日，郭建邦在香港U23以0–1不敵馬來西亞U23的2008奧運外圍賽中在補時階段粗野踢向馬來西亞的球員，結果他因而領紅被逐離場。事後，郭建邦一度被南華會方「雪藏」，至誠心悔改後始獲解凍。
郭建邦在2009年東亞足球錦標賽預賽對北韓U23一役中被於看台上觀戰的日本足球協會人員點名稱讚其表現悅目。最終郭建邦協助香港總比數以5–3擊敗日本兼歷史性首次贏得大型運動會足球金牌。

## 演藝事業
由於郭建邦貌似香港藝員陳冠希所以得到了Edison的稱號（陳冠希的英文名字）
2010年，郭建邦與同屬隊友梁倬軒、李威廉、文彼得和陳肇麒組成樂隊RED FORCE，於2011年1月推出了首張迷你專輯──《紅色力量》，所有收益不扣除任何成本下全數撥捐保良局足球發展基金。

## 榮譽
南華
- 香港甲組足球聯賽冠軍（2006–07、2007–08、2008–09、2009–10、2012–13季度）
- 香港聯賽盃冠軍（2007–08、2010–11季度）
- 香港高級組銀牌冠軍（2006–07、2009–10、2013–14季度）
- 香港足總盃冠軍（2006–07、2007–08、2010–11季度）
- 香港社區盃冠軍（2014年）

香港飛馬
- 香港足總盃冠軍（2015–2016季度）
- 香港菁英盃冠軍（2015–2016季度）

香港隊
- 東亞運動會足球項目金牌（2009年）
- 龍騰盃冠軍（2011年）
- 香港傑出運動員選舉 香港最佳運動隊伍（2009年）
- 省港盃冠軍（2012、2013年）

個人
- 香港足球明星選舉 最佳年青球員 兩次 (2007–08季度、2009–10季度)
- 香港足球明星選舉 最佳十一人 兩次（2009–10季度、2012–13季度）

## 外部連結
- 香港足球總會網站球員資料（页面存档备份，存于）